# La casa de al lado
La casa de al lado é uma telenovela estadunidense exibida em 2011 pela Telemundo.
A trama é um remake da novela chilena La familia de al lado, produzida em 2010 e foi escrita por José Ignacio Valenzuela, mesmo autor da obra original.
Foi protagonizada por Maritza Rodríguez e Gabriel Porras e antagonizada por Miguel Varoni, Catherine Siachoque e David Chocarro.

## Sinopse
Los Conde, uma família rica e influente, parece ter tudo: dinheiro, poder e uma bela família. Eles foram recentemente abalados por uma tragédia quando Adolfo, marido da filha mais velha Ignacia, morreu ao cair através de uma janela na mansão familiar. Os outros 2 irmãos são Carola Conde e Emilio Conde.
Enquanto isso, o gêmeo de Adolfo, Leonardo, continua a viver na mansão, confinado a uma cadeira de rodas. Quando Gonzalo Ibáñez se casa com Ignacia 6 meses depois, ele é forçado a desvendar o mistério do que aconteceu com Adolfo. Eventos misteriosos começam a engolfar a família Conde quando descobrem que Adolfo está vivo. Na casa ao lado vive Pilar com seu marido, Javier Ruiz e seus dois filhos. Atrás do brilho do sucesso e da felicidade da família, há uma realidade sombria e segredos que ameaçam devastar a família Ruiz e o Conde. Javier é um advogado muito respeitado e influente, que, durante anos, é empregado pelo Conde. A localização privilegiada de Javier é ameaçada por Gonzalo, que é nomeado parceiro comercial de Javier por seu poderoso chefe, Renato Conde. Javier fará qualquer coisa para proteger o que ele acredita ter direito. As intrigas românticas se desenvolvem entre os vizinhos e também confundiram os mistérios, a tensão, os perigos e o suspense.

## Elenco
- Maritza Rodríguez - Pilar Arismendi Fisterra de Ruiz / Raquel Arismendi Fisterra
- Gabriel Porras - Gonzalo Ibáñez Rivero-Gallegos / Iñaki Mora / Roberto Acosta Errázuriz
- Miguel Varoni - Javier Ruiz
- Catherine Siachoque - Ignacia Conde Spencer
- David Chocarro - Adolfo Acosta Errázuriz / Ismael Mora / Leonardo Acosta Errázuriz / Iván Mora
- Karla Monroig - Rebeca Arismendi Fisterra
- Ximena Duque - Carola Conde Spencer
- Jorge Luis Pila - Matías Santa María Hurtado
- Angélica María - Cecilia Arismendi
- Daniel Lugo - Renato Conde Valdivieso
- Felicia Mercado - Eva Spencer de Conde
- Henry Zakka - Igor Mora
- Sofía Lama - Hilda González de Conde
- Rosalinda Rodríguez - Karen Ortega
- Orlando Fundichely - Sebastián Andrade
- Gabriel Valenzuela - Emilio Сonde Spencer
- Héctor Fuentes - Nibaldo Ernesto González de la Torre
- Vivian Ruiz - Yolanda Sánchez de González
- Alexandra Pomales - Andrea Ruiz Arismendi
- Andrés Cotrino - Diego Ruiz Arismendi
- Adela Romero - Teresa Sandoval
- Adriana Oliveros - Carmen Soto
- Alejandra Corujo - Ximena Labarca
- Arianna Coltellacci - Marisol Merino
- Ariel Texido - Danilo Salas
- Carlos Cuervo -  Actor contratado por Mabel para hacerse pasar por Iñaki Mora
- Carlos Farach - René
- Carlos Fontané - Ricardo Merino
- Cristina Figarola - Rosa Munita Yen / Cecilia Avendaño
- Fernando Cermeño Sánchez - Pablo López
- Fidel Pérez Michel - Dr. Alfonso
- Gerardo Riverón - Pedro Martínez
- Isaniel Rojas - Efraín Donoso Santibáñez
- Jeinny Lizarazo - Olga
- Johann Abreu - Felipe Cifuentes
- José Contreras - José Vergara
- Juan Cepero - Mario
- Julio Torresoto - Salvador Hudson
- Maria Malgrat - Hortensia Polo
- Martha Pabón - Mabel Mora
- Miguel Augusto Rodríguez - Omar Blanco
- Mildred Quiroz - Gretta Von Louie
- Nini Vásquez - Lidia Mosquera
- Paulina Gálvez - "La adivina"
- Rafael Robledo - Ramírez
- Ramon Morell - Antonio
- Raúl Arrieta - Israel Mendoza
- Christan Carabías Jr. - Luis
- Roberto Javier - Víctor Santelicez
- Vanessa Apolito - Priscila

## Prêmios e Indicações

### Prêmios People en Español 2011
| Categoria              | Indicado            | Resultado |
| ---------------------- | ------------------- | --------- |
| Melhor Telenovela      | Melhor Telenovela   | Nomeada   |
| Melhor Ator Secundário | David Chocarro      | Nomeado   |
| Melhor antagonista     | Catherine Siachoque | Nomeada   |
| Melhor antagonista     | Miguel Varoni       | Nomeado   |

### Prêmios ACE 2012
| Categoria                   | Indicado      | Resultado |
| --------------------------- | ------------- | --------- |
| Melhor co-atuação feminina  | Karla Monroig | Ganhadora |
| Melhor co-atuação masculina | Miguel Varoni | Ganhador  |